# Всероссийский научно-исследовательский институт геологии зарубежных стран
Всероссийский научно-исследовательский институт геологии зарубежных стран — научно-исследовательский геологический институт в городе Москве.

## История
17 мая 1965 года по приказу Государственного геологического комитета СССР № 202 образована Научно-исследовательская лаборатория геологии зарубежных стран («НИЛЗарубежгеология»), которая состояла из: НИЛнефтегаз Главгеологии РСФСР, ВСЕГИНГЕО, ВНИГНИ и ВНИИСИМС.
21 ноября 1978 года по приказом № 491 Министерство геологии СССР НИЛЗарубежгеология переобразован. в Всесоюзный научно-исследовательский институт (ВНИИЗарубежгеология). В 1993 году Институт переформирован во Всероссийский научно-исследовательский институт геологии зарубежных стран.
В 1980-х годах в штате института состояло 540 человек, из которых 18 докторов наук и 132 кандидата наук, один Лауреат Ленинской премии и 4 Лауреата Государственной премии СССР.
В 1992 году институт начал сотрудничество с заграничными нефтедобывающими компаниями: TEXACO, ELF. С 1994 года начато формирование информационно-аналитической системы по топливно-энергетическим и минеральным ресурсам мира.
23 февраля 2024 года институт включён в блокирующий санкционный список США направленный против «будущих перспектив российской экономики, в частности, геологоразведочных работ».

## Деятельность
С 1965 года по 1991 год Всероссийский научно-исследовательский институт геологии зарубежных стран имел следующие направления:
- Научное обобщение и анализ материалов по геологии и минеральным ресурсам развивающихся и капиталистических стран.
- Научное обобщение и анализ материалов по геологии и полезным ископаемым стран — членов Совета Экономической взаимопомощи (СЭВ).
- Научное обобщение и анализ материалов по геологии и минеральным ресурсам Мирового океана.
- Разработка рекомендаций по направлениям геологоразведочных работ на зарубежных объектах.
- Проведение контрактных научно-исследовательских работ на территориях зарубежных стран.
- Экспертиза проектов, отчетов о геологоразведочных работах и подсчету запасов полезных ископаемых по зарубежным объектам сотрудничества.

За это время в институте сделаны геологические карты:
- Евразии, Африки, Южной и Центральной Америки, корейского полуострова, Индокитайского полуострова, Лаоса, Камбоджи и др. стран.
- Полезных ископаемых Африки, Южной Америки, Индокитая и отдельных стран.
- Нефтегазоносности континентов мира, карта нефтегазоносных бассейнов социалистических стран Европы, карты рудных и неметаллических полезных ископаемых европейских стран — членов СЭВ, карта угленосности стран — членов СЭВ.
- Водных ресурсов Европы, Азии и Африки.
- Монографии по ресурсам нефти и газа капиталистических и развивающихся стран, по нефтегазоносным бассейнам социалистических стран Европы и Кубы, по геологии и полезным ископаемым Африки, Ближнего и Среднего Востока, Юго-Восточной Азии.
- Серия книг по геологии и полезным ископаемым Монголии, Сирии, по геологии и полезным ископаемым Мирового океана.